# Південно-Африканська комуністична партія
Південно-Африканська комуністична партія (англ. South African Communist Party ) — політична партія ПАР. Заснована в 1921 році, будучи однією з найстаріших у світі партій з лівою ідеологією. Входить до альянсу з Африканським національним конгресом (АНК) та Конгресом південноафриканських профспілок.

## Історія
Заснована 30 липня 1921 як «Комуністична партія Південної Африки» (КППА) в результаті злиття ряду марксистських груп і організацій. Під час Другої світової війни вплив партії значно зріс, її члени неодноразово обиралися до представницьких органів найбільших міст країни.
У 1950 році, незабаром після офіційного проголошення політики апартеїду в ПАС, було ухвалено закон про боротьбу з комунізмом. Цей закон заборонив КППА і дозволяв заборонити будь-яку партію, яку уряд оголосив би комуністичною. Членство у КППА каралося тюремним строком до десяти років. Автором закону був міністр юстиції Р. Ф. Сварт. Партію було розпущено, відновлено 1953 року під новою назвою — Південно-Африканська комуністична партія (ПАКП).
У роки боротьби з апартеїдом комуніст Ронні Касрілс і генсек ПАКП Джо Слово очолювали збройне крило АНК (Умконтове сисве), а дружина Слово Рут Фьорст була провідним теоретиком революційної боротьби АНК. Усі вони були вихідцями з єврейських сімей, які втекли з Прибалтики від погромів.
До 1990 року ПАКП діяла нелегально, за умов глибокого підпілля. У лютому 1990 року Фредерік де Клерк, який незадовго до того став президентом ПАР, оголосив про зняття заборони на діяльність АНК, Панафриканського конгресу і ПАКП. 2 травня 1990 року відбулася зустріч лідерів АНК та ПАКП з урядом ПАР, на якій було досягнуто угоди про проведення амністії та подальшої реабілітації політв'язнів. Популярного комуністичного лідера Кріс Хані, який очолив партію в 1991 році, було вбито в 1993 році ультраправим польським емігрантом.
ПАКП продовжує входити в правлячий Південною Африкою тристоронній союз, причому її члени беруть участь у виборах за списками АНК на основі принципів ентризму. Нинішній генеральний секретар партії (він же і міністр транспорту) Блейд Нзіманде вже входив до складу уряду ПАР, очолюючи міністерство вищої освіти. У деяких муніципалітетах виступає окремо.

## Партійні лідери
Генеральні секретарі партії:
- Вільям Генрі Ендрюс (1921-1925)
- Джиммі Шієлдс (1925-1927)
- Дуглас Волтон (1928-1929)
- Альберт Нзула (1929-1933)
- Лазар Бах (1933-1935)
- Едвін Тхабо Мофутсаньяна (1935-1938)
- Мозес Котані (1939-1978)
- Мозес Мабіда (1978-1984)
- Джо Слово (1984-1991)
- Кріс Хані (1991-1993)
- Чарльз Нгакула (1993-1998)
- Блейд Нзіманде (з 1998)

Голови партії:
- Вільям Генрі Ендрюс (1938-1949)
- (1949-1962)
- Джон Бівер Маркс (1962-1972)
- Юсуф Мохамед Даду (1972-1983)
- Джо Слово (1984-1986)
- Деніел Тлуме (1986-1991)
- Джо Слово (1991-1995)
- Чарльз Нгакула (1995)
- Гведе Манташе (-2012)